# اشتومربرگ
اشتومربرگ (به آلمانی: Stummerberg) یک منطقهٔ مسکونی در اتریش است که در شواس واقع شده‌است. اشتومربرگ ۵۶٫۷۳ کیلومتر مربع مساحت دارد ۸۰۰ متر بالاتر از سطح دریا واقع شده‌است.